# 军旗
軍旗是代表軍隊使用的旗幟，陸軍或整個軍隊在陸地使用的軍旗（war flag），一般與海軍在海上使用的軍艦旗（naval ensign）有著明顯的區別，以上兩種旗幟並不包括代表個人使用的級別旗。
旗幟學有兩個常見的術語被中文翻譯為「軍旗」，第一種是在軍隊中代表國家主權的象徵，或者在戰爭時期使用的國旗，即「war flag」或「naval ensign」，通常與國旗相同，或是國旗的變體版本；第二種泛指在所有的軍事機構懸掛的有關各個軍種部隊、司令部、軍事基地、軍團或軍事單位的旗幟（military flags），但是使用這些旗幟不會取代國旗。旗幟學者將代表國家的旗幟分為6種，分別是代表民用、政府、軍事的陸地旗和海上旗各3種；從嚴格意義上來說，當今很少有國家規定適用於軍事戰爭的國旗，大多數國家更常為此使用標準版本的國旗，或是使用政府旗。
軍艦旗通常懸掛在艦艇的艦尾或主桅，與懸掛在艦首旗杆的艦首旗並不相同，軍艦出海航行的全天候，以及停泊港口期間的日出至日落都會懸掛軍艦旗，戰時在桅杆上懸掛的大旗稱為戰鬥旗；大多數國家將國旗用於所有用途，其他國家另有專門設計商船、政府船和軍艦的船旗。值得一提，海軍在陸地建築物懸掛的海軍旗（navy flag），可能不同於艦艇在海上懸掛的軍艦旗。
軍事傳統及儀式中使用的軍旗，通常由絲綢或其他珍貴的材料製成，製作精良，是軍隊榮譽、傳統、歷史和陣亡將士紀念的象徵，無論是在和平時期還是在戰爭時期，都伴隨著一支軍事單位的整個作戰生涯，由部隊指揮官保存在專門的箱子或玻璃櫃。

## 歷史
旗幟使用在軍事用途，更早於代表民族或國家象徵的國旗。旗幟在古代歷史上，首先被軍隊使用於標示位置、指揮作戰、傳達信息等功能，隨著時間的發展，才演變成為國家主權的象徵；因此，旗幟在軍事歷史及文化都有重要意義。

### 古代軍旗
至少自青銅時代開始，戰場標誌就被使用於早期的戰爭，「標章」（standard）就是源於古法蘭克語的一個詞彙，表示在戰場上使用的辨別標誌，但卻不一定是旗幟。

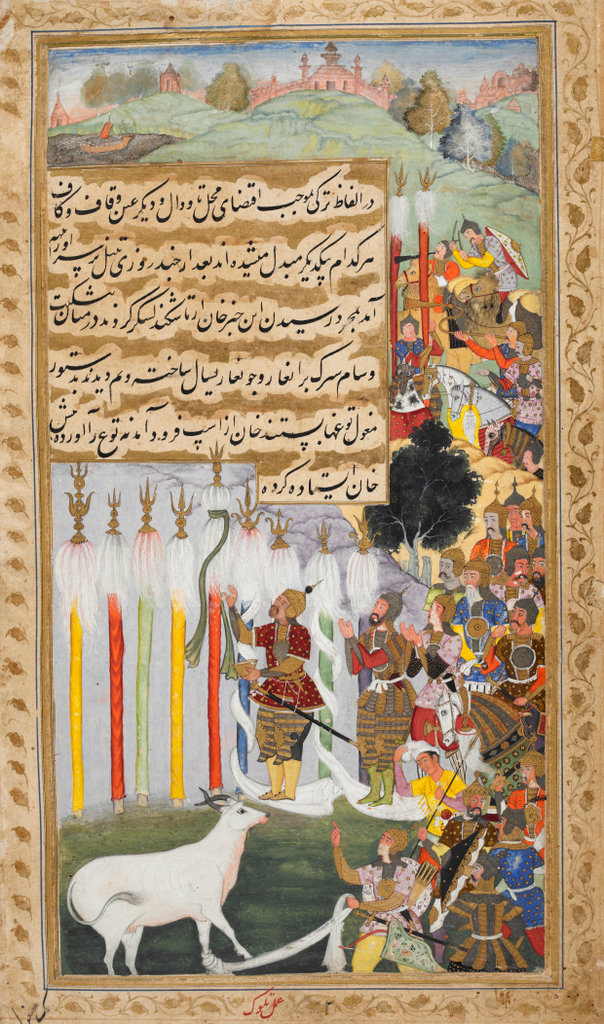
巴布爾統領莫臥兒軍隊向帖木兒的九纛致敬

最早的旗幟顯然出現於鐵器時代，可能是在亞洲的中國或印度地區，率先使用旗幟作為戰場標誌。 古代波斯阿契美尼德帝國的每個軍師（army division），所有軍官的帳篷上都有屬於自己的旌旗。 原始的戰場標誌包括但不限於旗章，也包括稱為「旗物」（vexilloid）或「旗狀」（flag-like）的物件，例如古中國的、及纛幟、古羅馬的鷹標、薩爾馬提亞的龍標、突厥和蒙古帝國的禿克；羅馬軍旗（vexillum）也可以定義為「旗狀」物件，因為它是懸掛在水平橫杠，而不是通常的豎直旗杠。
中國絲綢沿著絲綢之路的貿易傳播，流傳到西方世界，今日所知的旗幟開始發展。 公元1世紀左右，連接到豎直杆子的旗幟首先被阿拉伯人使用，直到9世紀它們才在西方世界中流行起來。 歐洲中世紀時期，使用簡易旗幟作為軍旗變得很普遍，與紋章並行發展，作為展示盾徽的補助功能；同時，海旗也開始發展起來。相同時期的日本室町時代，武將使用背靠的旗指物（sashimono）。
部份中世紀的自由城市或公社並沒有紋章，使用的軍旗並非來源於紋章。因此，盧塞恩於13世紀中期開始使用藍白旗作為戰場標誌，而不是源自盾徽設計的旗幟。

#### 中國古代軍旗

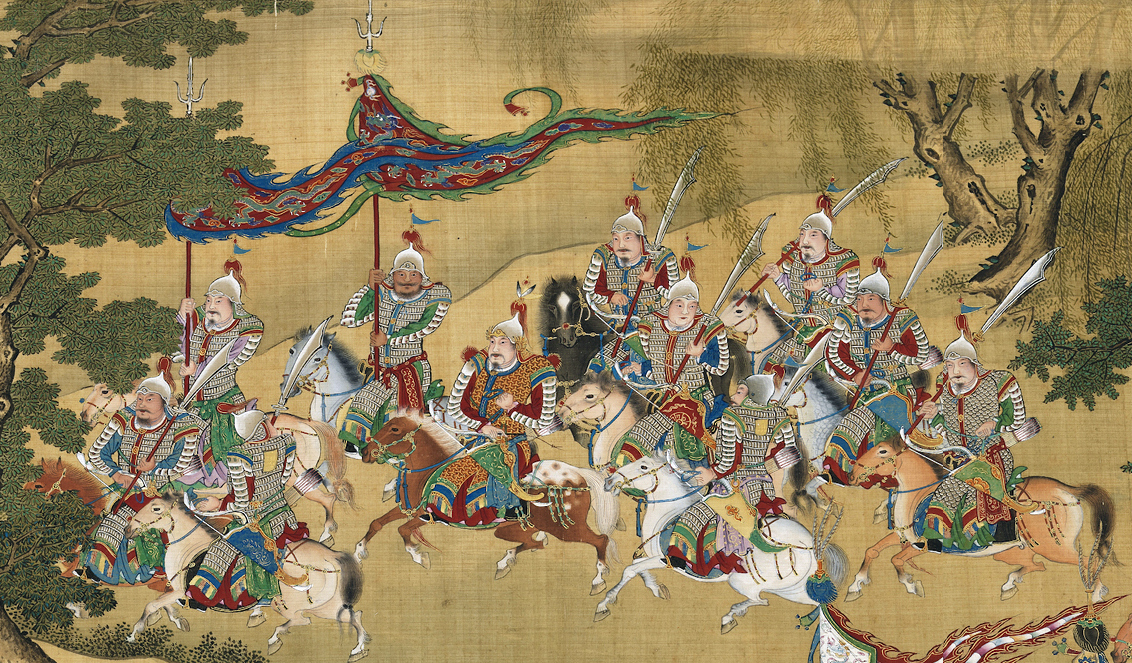
明代騎兵持旗策馬行軍（出處《明人畫出警圖》）

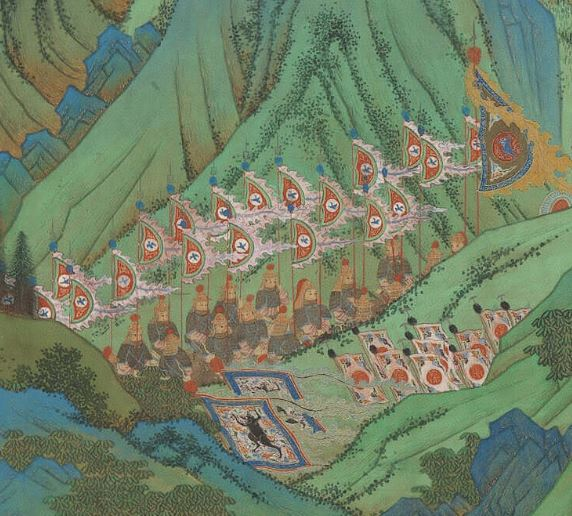
仇英作畫的《上林圖卷》描繪明代士卒行兵布陣的部分場景

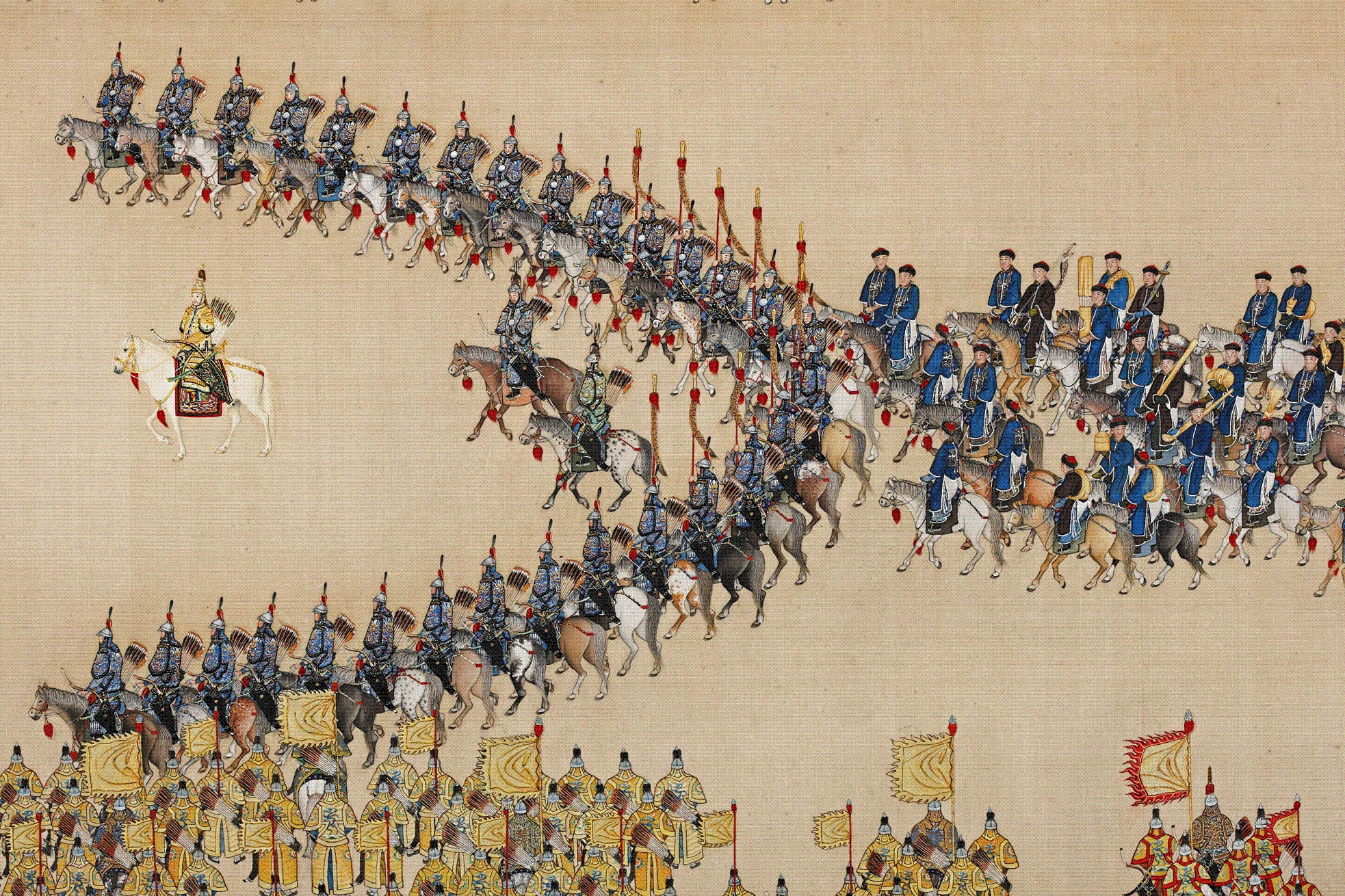
清朝乾隆帝校閱八旗軍（出處《乾隆大閱圖》）

相傳中國於黃帝時期，最先發明蠶絲和織造的工藝；並於公元前11世紀的文獻記載，已經有使用類似旗幟的器物。《周禮》記載用於治軍閱兵的「九旗」為：常、旂、旃、物、旗、旟、旐、旞、旌。
漢語「旗幟」一詞出處自《墨子》篇名〈旗幟〉，闡述墨子軍事思想的守城之道，現今泛指各種旗子的總稱。中國古代軍旗按照不同的象徵意義，包括：代表帥軍將領的頭旗、代表中軍的坐纛旗、代表方位的五方旗、代表七曜的二十八星宿旗、代表值日的六丁六甲旗、豎立營門的牙旗、行軍布陣的陣旗、發號施令的號令旗、題表官號為符信的信幡，以及其它各類不同功能的幑幟。
- 龍旂
- 鳥旟
- 龍旃
- 翿旌
- 黃麾[6]
- 傳教旛[7]
- 皂纛[8]
- 北斗旗[9]
- 元武旗[10]
- 熊旗[11]

努爾哈赤於1615年（萬曆43年）創立八旗制度，統一建州女真並吸納蒙漢等外族增設滿洲八旗、蒙古八旗和漢軍八旗，是清朝特有的社會組織，分為正黃旗、正白旗、正紅旗、正藍旗、鑲黃旗、鑲白旗、鑲紅旗和鑲藍旗。清兵入關之後，在關內行政管理採用分而治之的政策，以八旗制管理旗人，以郡縣制管理漢人，通過招募漢人組成「綠營」，即綠色軍旗的漢人軍隊。

#### 朝鮮古代軍旗

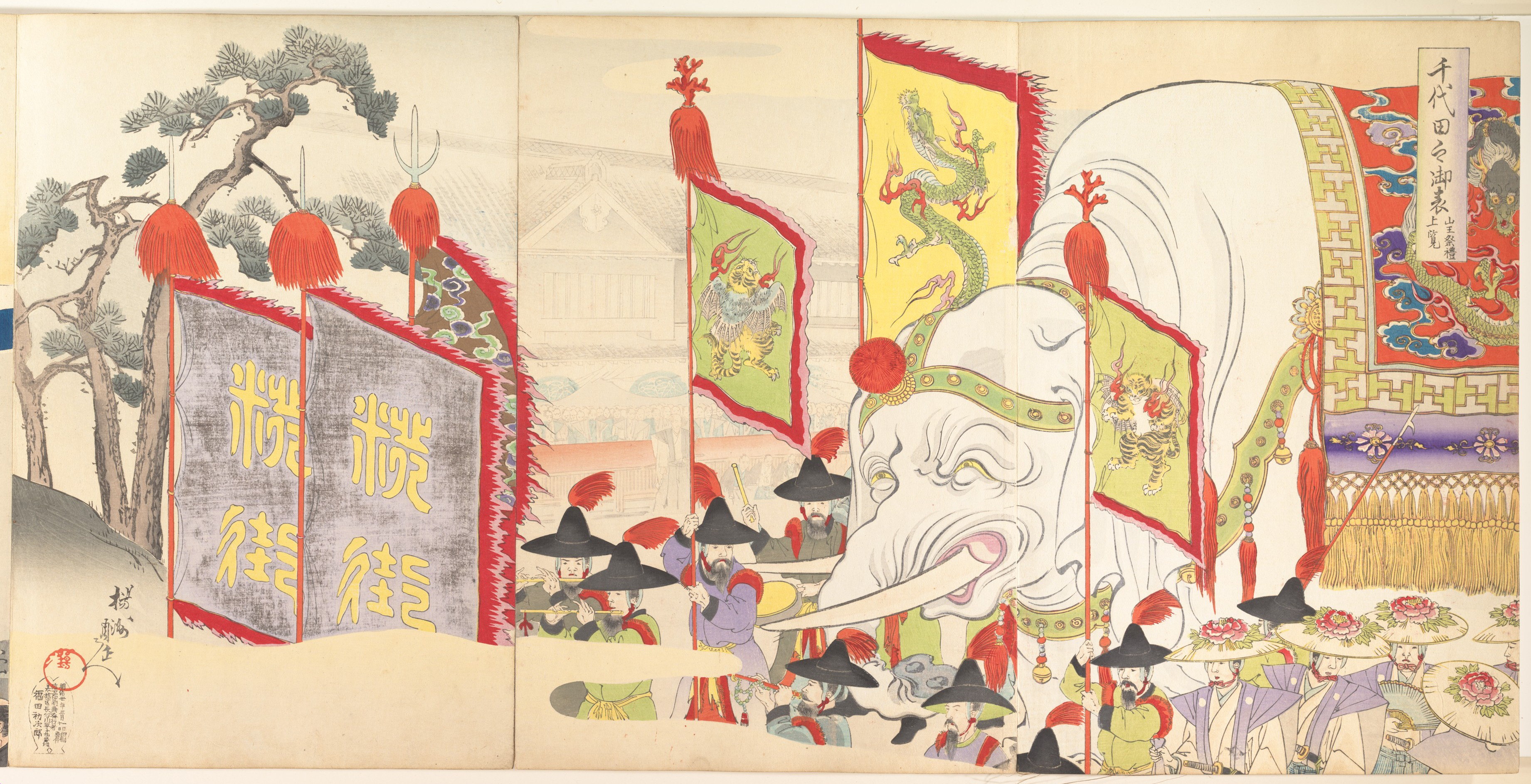
楊洲周延作品《千代田之御表 山王祭禮上覧》描繪朝鮮軍鹵簿儀仗的旗幟

#### 紋章旗

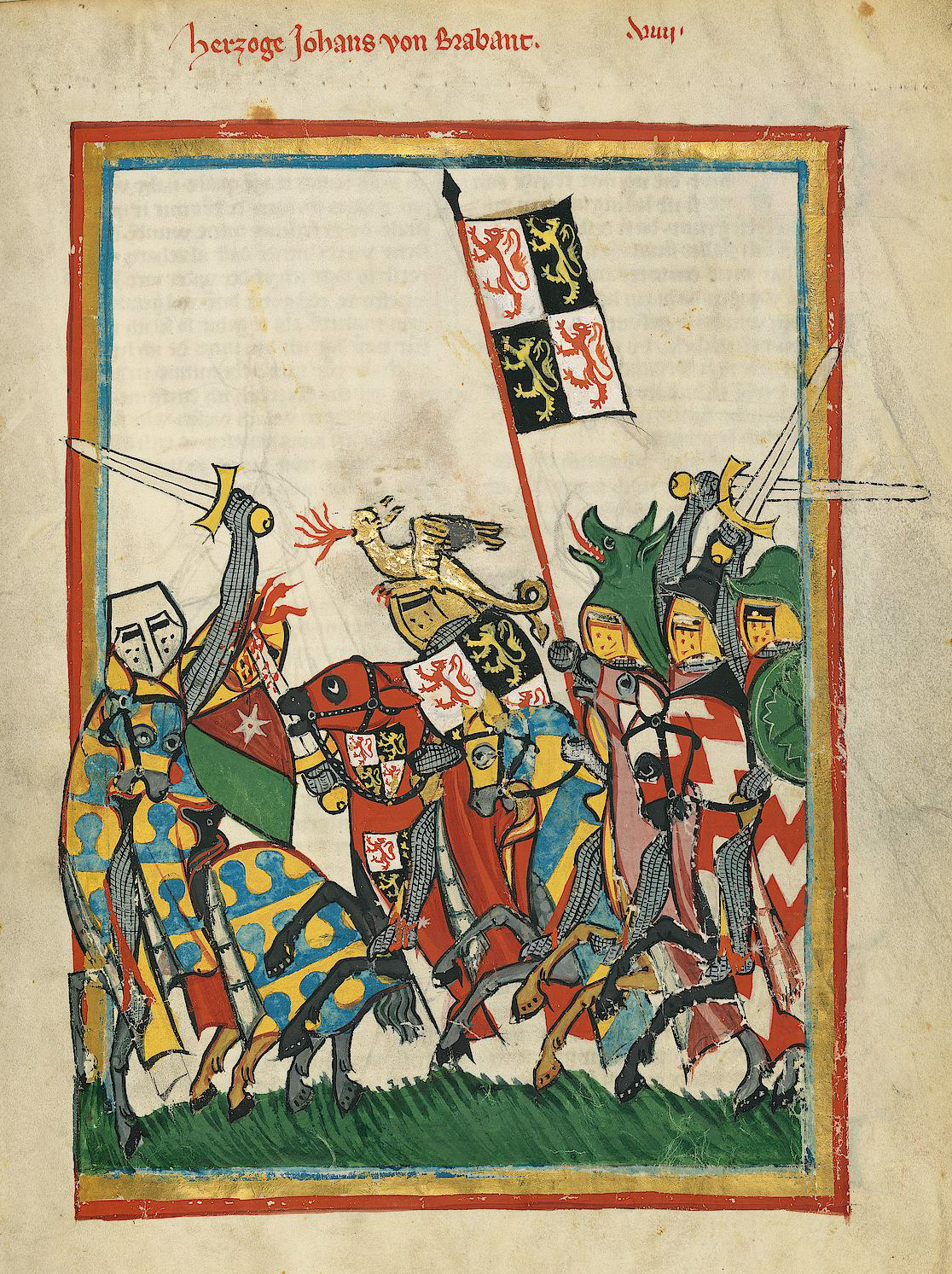
布拉班特公爵揚一世在戰爭中揮舞著紋章旗，並在盾牌繪示紋章（出處《馬內塞古抄本》，約1304年）

#### 聖戰旗
根據伊斯蘭教聖訓的記載，黑旗是由先知默罕默德升起的戰旗，可以視為是伊斯蘭教的一種象徵符號。公元8世紀，阿拔斯王朝領袖阿布·穆斯林將其運用在阿拔斯革命的起義，旨在建立新的伊斯蘭教統治機構，將正統伊斯蘭教置於其政權的中心，讓這面旗幟的聲名鵲起；自此開始，黑旗的形象就被用作宗教革命和聖戰的象徵。1990年代末期以來，它經常被運用於伊斯蘭主義和聖戰主義；與此同時，也是伊斯蘭教末世論預示著馬赫迪到來的標誌。

#### 十字軍東征旗
中世纪，基督教有各種類型的基督教十字架。 军事修会騎士將這些十字架符號繪製於紋章，並繼承用於旗幟，例如：医院骑士团使用的马耳他十字。

## 現代軍旗

### 國旗（戰旗）

美國國旗是全部用途的國旗

英國國旗是陸地用途的國旗，官方定義比例為3：5；這面設計的旗幟，也是海上使用的艦首旗，比例為1：2

德國官方旗是聯邦政府和聯邦國防軍使用的國旗

旗幟學家惠特尼·史密斯於1957年創立旗幟研究與發展的旗幟學，並且設計出被旗幟學協會國際聯盟採納的識別符號，將國旗的使用用途區分為民用（civil）、政府（state）、軍事（war）的陸地旗和海上旗各3種，同時符合3種用途的陸地旗，即是廣泛意義上的國旗（national flag）；同時符合3種用途的海上旗，即是廣泛意義上的海上國旗（national ensign）。實際使用的情況，可以一面相同設計的旗幟，作為全部或多種用途，也可以不同用途有不一樣設計的旗幟。
範例：
| 民用 | 政府 | 軍事 | 條目         |
| ---- | ---- | ---- | ------------ |
|      |      |      | 玻利維亞國旗 |
|      |      |      | 芬蘭國旗     |
|      |      |      | 秘魯國旗     |

#### 菲律賓國旗

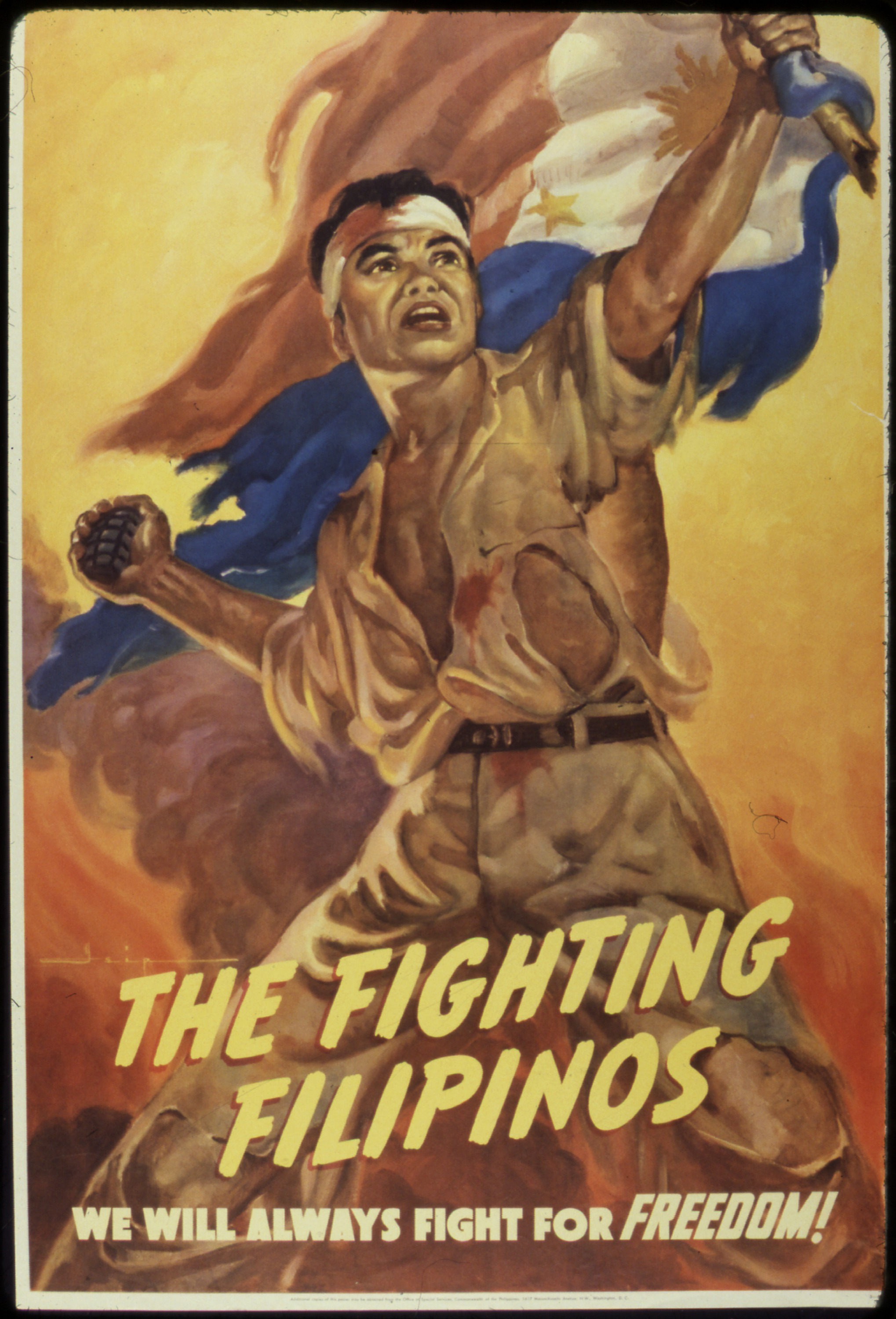
一張同盟國陣營的二戰宣傳海報，展現菲律賓烈士手持紅地向上的國旗正在迎風飄揚

菲律賓國旗的一個獨特之處，在於如果旗幟以紅色條槓向上，則用於表示菲律賓進入戰爭狀態，這可以通過將旗幟上下翻轉來實現。
| 和平時期的菲律賓國旗 | 戰爭時期的菲律賓國旗 |

菲律賓歷史上曾經使用的時期，發生於1899年至1901年菲律賓第一共和國面臨菲美戰爭、 1941年至1945年菲律賓自由邦面臨第二次世界大戰、1944年至1945年日本扶植菲律賓第二共和國對英美宣戰； 其他使用者的情況，包括：1986年至1990年對柯拉蓉·艾奎諾總統發動政變的士兵和平民，以及2001年5月1日在第三次乙沙大道抗議事件的武裝份子和集會者。
菲律賓唯一一次在戰爭狀態下沒有將國旗翻轉的情況，是發生於1898年的阿拉潘戰役，菲律賓國旗於此戰役首次升起，此時距離菲律賓獨裁政府在卡維特市宣布獨立仍有15天。

### 軍事單位旗
武裝部隊旗（armed services flag）是屬於武裝力量的旗幟，或是軍事分支及其內部單位的任何旗幟的泛用術語，又可以更細分為軍種旗和兵種旗。軍種旗（branch of service flag）是代表軍事分支部門的旗幟，根據NATO定義為聯合力量的一級階層單位；兵種旗（camp flag）是軍事分支之下，根據專業性質劃分的次級階層單位旗幟，也稱為「團旗」（regimental flag），廣泛意義可能包括國防部及其隸屬機構、參謀部、軍事院校等軍事相關單位的旗幟，它們是代表單位、部門或總部位置的旗幟，可以自由替換、升起或降下，並不同於儀式用途的軍團旗（regimental colours）。
- 中國人民解放軍軍旗是中國人民解放軍的軍旗
- 中華民國陸軍軍旗是中華民國國軍陸軍使用的軍旗，前身是國民革命軍軍旗
- 十六條旭日旗是日本海上自衛隊使用的軍艦旗，前身是大日本帝國海軍軍艦旗
- 俄羅斯空天軍軍旗
- 英國陸軍皇家工兵部隊兵團旗
- 美國陸軍第10山地師部隊旗
- 加拿大陸軍總參謀長旗幟
- 烏克蘭內政部準軍事志願部隊亞速營的旗幟

#### 陸軍旗

英國陸軍旗（非儀式）

女王陸軍船艇部隊旗

陸軍旗（army flag）是代表地面部隊使用的旗幟，部分軍隊也有在水面使用的陸軍船艇旗（army ensign）。陸軍旗是非儀式用途的旗幟，通常懸掛在陸軍總部和陸軍徵兵辦事處，以及任何陸軍或軍種間的非儀式性活動。

#### 海軍旗

英國皇家海軍軍艦旗

英國皇家海軍艦首旗，比例為1：2；英國陸軍使用相同設計的旗織作為戰旗（國旗），不過比例為3：5

英國皇家海軍上將旗

英國皇家海軍桅頂三角旗

英國皇家海軍儀式使用的軍團旗

海軍旗（naval flag）泛指海軍使用的任何旗幟，根據不同懸掛位置及用途，各有不同的意義；海軍旗通常懸掛在海軍艦艇和海軍岸上設施，其中部分的海軍旗幟相同於國旗（戰旗）。

海軍部旗
海軍部旗（navy flag）是代表海軍部門的旗幟，通常懸掛在海軍總部和岸上設施，是一種非儀式用途的旗幟。
| 部門旗 | 軍艦旗 | 艦首旗 | 條目           |
| ------ | ------ | ------ | -------------- |
|        |        |        | 巴西海軍       |
|        |        |        | 哥倫比亞海軍   |
|        |        |        | 印度尼西亞海軍 |
|        |        |        | 愛爾蘭海軍     |
|        |        |        | 波蘭海軍       |
|        |        |        | 泰國皇家海軍   |
軍艦旗
軍艦旗（naval ensign, war ensign）是海軍艦艇使用的一種旗幟，懸掛在艦艇的艦尾旗杆（ensign staff）。它是在海上用於表示國籍的旗幟，或者是在海上使用的國旗。
艦首旗
艦首旗（naval jack）是懸掛在艦首旗杆（jack staff）的一種旗幟，尺寸略小於軍艦旗，通常在艦艇停靠港口、落錨或繫泊浮標期間懸掛，偶爾會在航行時採用全艦飾懸掛，但是只有在特定場合才會使用。
桅頂三角旗
桅頂三角旗（masthead pennant, commissioning pennant）是懸掛在桅杆的一種旗幟，形狀通常是尖長且狹窄，並從頭到尾逐漸變細，尾端可以是三角形、梯形、燕尾形或其它變體，用來表示海軍仍在服役的艦艇。
級別旗
以下章節另述。
信號旗
參見「國際信號旗」和「旗語」。

#### 空軍旗

英國皇家空軍軍旗

空軍旗（air force flag, air force ensign）是航空部門使用的旗幟，通常懸掛在空軍總部和所有基地設施，是一種非儀式用途的旗幟。

### 位階旗
位階旗是代表個人使用的一種旗幟（personal flag），實際情況可以分為職位旗（positional flag）和階級旗（rank flag），乘載高級軍官的車輛可以展示為汽車旗（car flag），或是另外裝載輔助辨識軍階的矩形車牌。
- 英國國防大臣旗
- 英國陸軍總參謀長旗
- 英國皇家海軍陸戰隊司令（英语：Commandant General Royal Marines）旗
- 英國皇家空軍基地指揮官旗

職位旗也稱為「appointment flag」，是擔任特定職位相對應的旗幟，而不是當前擔任該職位的軍官階級；代表政府機構內的文職職位的旗幟稱為「distinguishing flag」，例如：國防部長、國防副部長、參謀長聯席會議主席的旗幟。
- 美國陸軍部長旗
- 美國陸軍次長旗
- 美國陸軍參謀長旗
- 美國陸軍副參謀長旗
- 美國陸軍總軍士長旗

階級旗是象征軍官的軍階，美國陸軍稱為「individual flag」，英國皇家空軍稱為「class flag」；海軍使用則被稱為「flag of command」，當一名海軍軍官被任命為艦隊指揮官，就有權在軍艦懸掛相對應的指揮旗，「旗艦」（flagship）一詞即是由來於此。
- 丹麥海軍（英语：Royal Danish Navy）上將旗
- 丹麥海軍中將旗
- 丹麥海軍少將旗
- 丹麥海軍准將旗
- 丹麥海軍高級軍官旗

### 軍旗（儀仗旗）

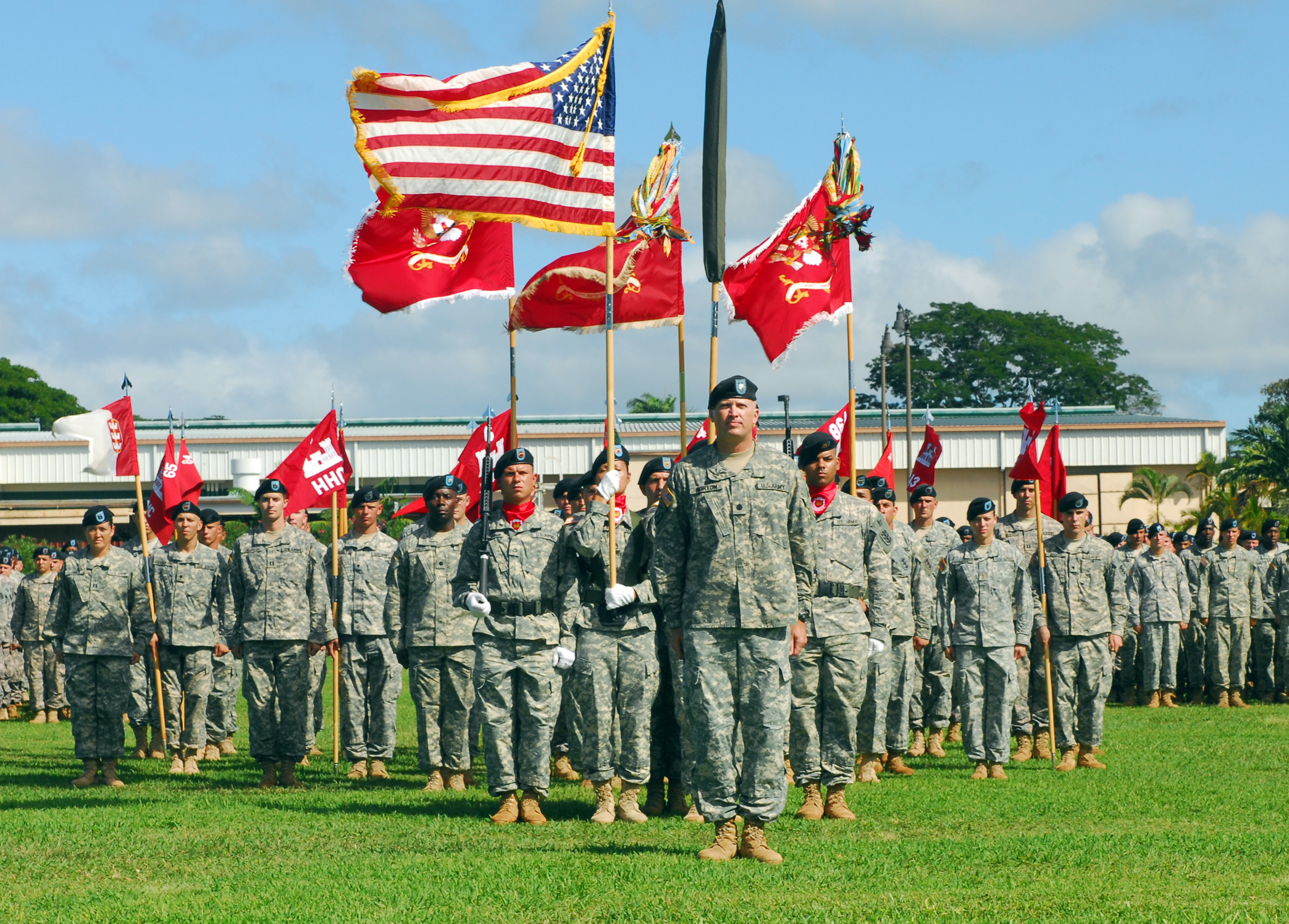
美國陸軍第130工兵旅及其下屬單位，於2008年重新編裝並展開軍旗（colours）

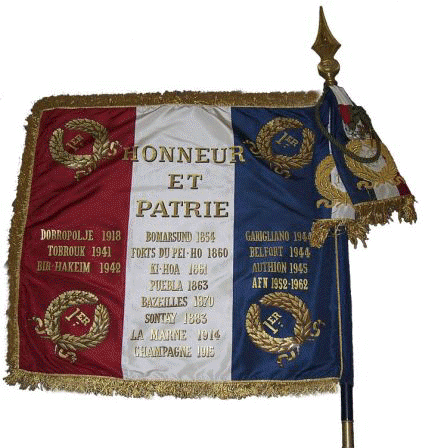
法國第一陸戰步兵團的旗幟展示已經獲得15項戰鬥榮譽

儀仗旗（colours）是在軍事禮儀使用的旗幟（ceremonial flag），由金線、絲綢或其他珍貴的材料製作，一般由旗幅、旗杆和旗冠裝飾組成，作為官方禮儀用途僅有唯一一面，旗幟通常是直接固定在旗杆，不可自由替換、升起或降下，必須連著旗杆一起保存。部分國家的儀旗會綉上戰鬥榮譽的緞帶，或是別上表彰軍事功績的參戰飄帶，象徵著一支部隊的榮譽、傳統和歷史，無論是在和平時期還是在戰爭時期，都伴隨著部隊的整個作戰生涯。
軍事禮儀中代表國家的旗幟即是國旗（national colour），授予軍事單位的旗幟即是部隊旗（company colours），例如：連、營、旅、團、師、獨立旅，用作為閱兵典禮（parade flag）、操步儀式（marching flag）等正式場合，或者其它禮儀活動的標誌物品。部分國家代表特定退伍軍人組織的旗幟（veteran flag），經常被設計為軍旗（military colours）的樣式。

移交指揮權
移交指揮權（Change of Command）是轉移指揮權限和責任的儀式，即將離任的指揮官會把軍旗傳遞給新任指揮官，確保部隊及其士兵不會沒有領導者，是一種持續的信任，也表明士兵對指揮官的忠誠。
海上升旗
海上升旗（Flying the Colours）是指海軍在公海航行並懸掛國旗（national ensign），從而使其海軍的存在，以及其國家在海上的軍事影響力，為其他國家所知。
授軍旗
授軍旗（Presentation of Colours）是起源自英國軍隊的傳統儀式，同時在大多數英聯邦國家使用，元首在特定的周年紀念或事件，為軍團授予並升起新的軍旗。
行軍旗
行軍旗（Trooping the Colour）是起源於17世紀的英國軍事傳統，同時在大多數英聯邦國家使用。軍旗在戰場上是部隊的集結點，因此掌旗官會持著軍旗在士兵之間緩慢行進，以使士兵能夠識別他們的軍團旗。
迎旗
迎旗（Posting the Colours）一般在特定儀式開始前進行，護旗隊把軍旗從攜帶位置移到活動會場；具體來說，會在播放樂曲或朗誦效忠誓言之前完成。
裝套軍旗
裝套軍旗（Casing the Colours）是美國陸軍及海軍陸戰隊的軍事傳統。每一個軍事單位都有獨自的軍旗，如果一個軍事單位被停用，就會為其軍旗舉行裝套儀式，將旗幟降低並捲入保護套，然後發送到美國陸軍軍事歷史中心；與之相反，重新編裝已經停用單位，展開軍旗稱為「Uncasing the Colours」。

### 統帥旗
統帥旗（standard）是象徵國家元首、君主或總統的個人旗幟，與儀仗旗同樣僅有唯一一面，每當進行正式的禮儀活動，總會展示所有參與檢閱隊伍的儀仗旗；但是，統帥旗僅在某些特定場合出現，並且是由統帥的近衛隊負責掌旗，尺寸略小於場內步兵持著的軍旗。
| 部門旗 | 統帥旗 | 軍旗 | 近衛隊旗 | 條目         |
| ------ | ------ | ---- | -------- | ------------ |
|        |        |      |          | 匈牙利國防軍 |
|        |        |      |          | 中華民國國軍 |

### 隊旗

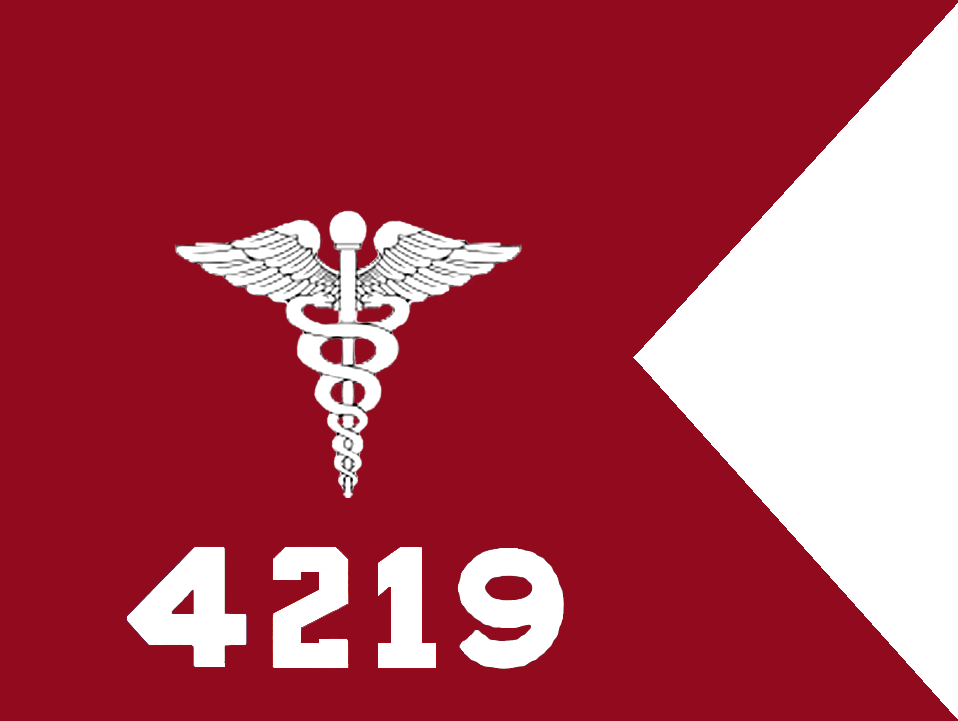
美國陸軍第4219醫療隊隊旗

隊旗是營級以下單位使用的小型旗幟，通常是燕尾旗、三角旗、號旗或令旗。隊旗一般只有徽章、番號和顏色的簡單設計，行軍時可以作為嚮導的功能，或者繪製在車身為軍用車輛標誌。

### 服役旗

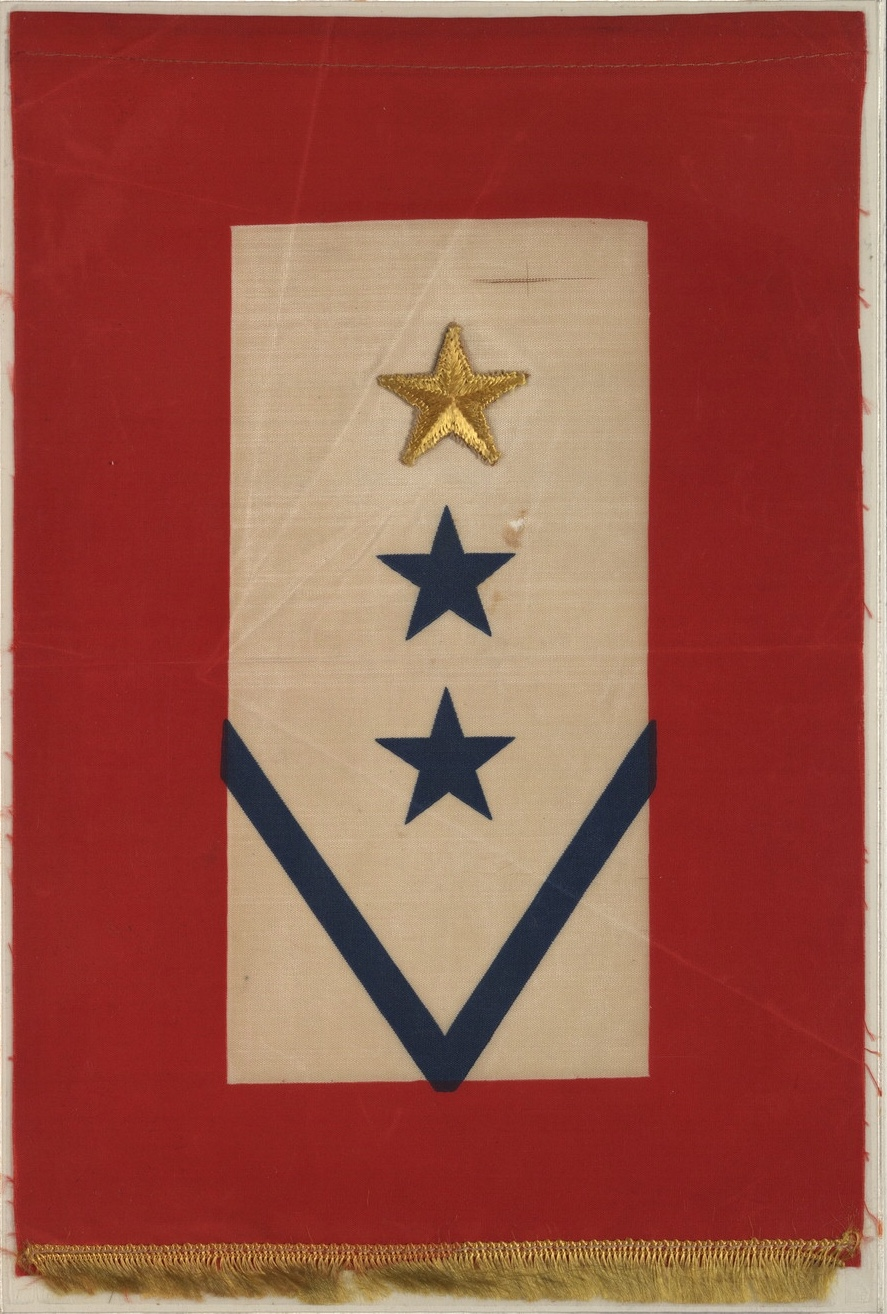
二戰期間的服役旗

服役旗（service banner）是北美軍人家庭展示的一種旗幟，旗幟設計為白底紅框，任何戰爭期間在軍隊內的每個現役家庭成員，會在旗幟綉上一顆藍星，陣亡家庭成員則會被綉上金星。服役期間陣亡者的母親被稱為「金星母親」，現役軍人的妻子被稱為「藍星妻子」。
社會福利有為金星母親、金星妻子、藍星母親、藍星妻子建立慈善援助組織。每年9月的最後一個星期日是金星母親節。 金星家庭成員有權佩戴金星領扣，美國所有50個州和關島，都有為金星家庭成員擁有的車輛，提供某種形式的特殊牌照。

## 另見
- 國旗列表、軍旗列表
- 旗幟學、紋章學
- 旗幟、徽（英语：Emblem）、紋章、徽章、標章（英语：Insignia）、階級章
- 羅馬軍旗、紋章旗（德语：Banner (Fahne)）、金焰旗、牙旗、馬印、禿克、蘇勒德
- 戰場標誌（英语：Field sign）、旗幟飾物
- 軍事用旗：軍團旗（德语：Truppenfahne）、軍事單位旗（英语：Military colours, standards and guidons）
- 海上用旗：軍艦旗、艦首旗、長旒旗（英语：Commissioning pennant）
- 個人用旗：帝國旗（西班牙语：Estandarte imperial）、君主旗（西班牙语：Estandarte Real）、總統旗（西班牙语：Estandarte presidencial）、位階旗（德语：Kommandoflagge）
- 空軍旗（英语：Air force ensign）、軍用飛行器標誌
- 服役旗（英语：Service flag）、戰俘/失蹤人員旗幟（英语：POW/MIA Flag）

## 註解
陸地使用的旗幟稱為「flag」，海上使用的旗幟稱為「ensign」，船首懸掛的旗幟稱為「jack」，尾端逐漸變細的旗幟稱為「pennant」；從更廣泛的解釋而言，有幾個不同的旗幟學用語可以被中文翻譯為「軍旗」：
1. Military banner：「Banner」是源自中世紀歐洲的術語，是一種紋章旗（英语：Heraldic flag）。今時今日，可以理解為懸掛在水平橫杆上的旗幟。
2. Military colour：「Colour」是在官方禮儀使用的旗幟。這種旗幟只有唯一一面，旗幟通常是直接固定在旗杆，不可替換、升起或降下，所以必須連著旗杆一起保存，更多信息請見軍團旗（英语：Regimental colour）。
3. Military flag：「Flag」是在陸地使用的旗幟，可以自由替換、升起或降下。這個術語可以泛指任何作為軍事用途的旗幟、橫幅、小旗和三角旗（英语：Pennant）。
4. Military standard：「Standard」是代表某種權力象徵，或者是繪製紋章的旗幟，象徵著君主、總統、元帥等最高權力者，古代戰場上可以標示統領的所在位置。在現代軍事用途中，通常是被騎兵儀仗隊持著的一種禮儀旗幟，更多信息請見戎旗（德语：Standarte）。
5. War flag：「Flag」是在陸地使用的旗幟，可以自由替換、升起或降下；「war flag」是軍事使用的國旗變體版本，從最狹義上而言，是在戰爭中使用表示國籍的旗幟。
6. War ensign：「Ensign」是在海上使用表示國籍的旗幟，可以自由替換、升起或降下，「war ensign」即是指軍艦旗。軍艦在戰時升起的大旗，稱為戰鬥旗。

## 延伸閱讀
- Wise, Terence (1978) Military flags of the world, in color. New York: Arco Publishing. 184p. ISBN 0668044721. War flags of 1618–1900.
- 北斗北工作室. . 中国北京: 中信出版社. 2022年: 223页. ISBN 9787521736212.

## 外部連結
- 维基共享资源上的相關多媒體資源：軍旗
- 维基共享资源上的相關多媒體資源：各國軍種旗
- 维基文库中的相關文獻：《欽定古今圖書集成·考工典》
- 维基文库中的相關文獻：《欽定古今圖書集成·戎政典》
- 世界旗帜网（FOTW）的FIAV Flag Information Symbols
- 世界旗帜网（FOTW）的Military Flags Index by Country
- War Flags Through the Ages & Around the World （页面存档备份，存于）